# Weyinmi Efejuku Rose
Weyinmi Efejuku Rose (Queens, 15 settembre 1986) è un ex cestista statunitense con cittadinanza giamaicana.
In precedenza noto come Oritseweyinmi Gbubemi Efejuku, nell'agosto 2011 ha cambiato ufficialmente nome all'anagrafe dello Stato della Georgia.
Alto 196 cm, gioca come guardia nella Juvecaserta Basket. Il 1º febbraio 2012 ha rescisso consensualmente, con la stessa società, il suo contratto.

## Palmarès
- Campionato lettone: 1

Barons Rīga: 2009-2010